# 路南州
路南州，元朝时设置的州。土司制时期的领导者为撒尼秦氏土司。
至元十三年（1276年）置，治所在今云南省石林彝族自治县。属澂江路，辖有邑市县和弥沙县两个县。明、清属澂江府。1913年降为路南县。 